# Базуев (хутор)
Базуев — упразднённый хутор в Ашинском районе Челябинской области России. На момент упразднения входил в состав Миньярского горсовета. Исключён из учётных данных в 1978 году.

## География
Располагался в центре района, в 12 км от города Миньяр, в правобережье реки Сим, у лога Базуев.

## Топоним
Название дано по фамилии основателя Базуева.

## История
Исключён из учётных данных постановлением Челябинского облисполкома № 183 от 18 апреля 1978 года.

## Население
К 1970 году на хуторе постоянное население не зафиксировано.